# Sibillinische Berge
Die Sibillinischen Berge (italienisch Monti Sibillini) sind eine Gebirgsgruppe im Nordteil des Zentralapennin; der größere Teil der Gebirgsgruppe liegt in der Region Marken, der kleinere Teil in Umbrien. Kernbereiche der Sibillinischen Berge sind als Nationalpark Monti Sibillini geschützt, welcher ebenfalls Teile beider Regionen umfasst. Die höchste Erhebung der Sibillinischen Berge ist mit 2478 m der Monte Vettore.

## Geographie

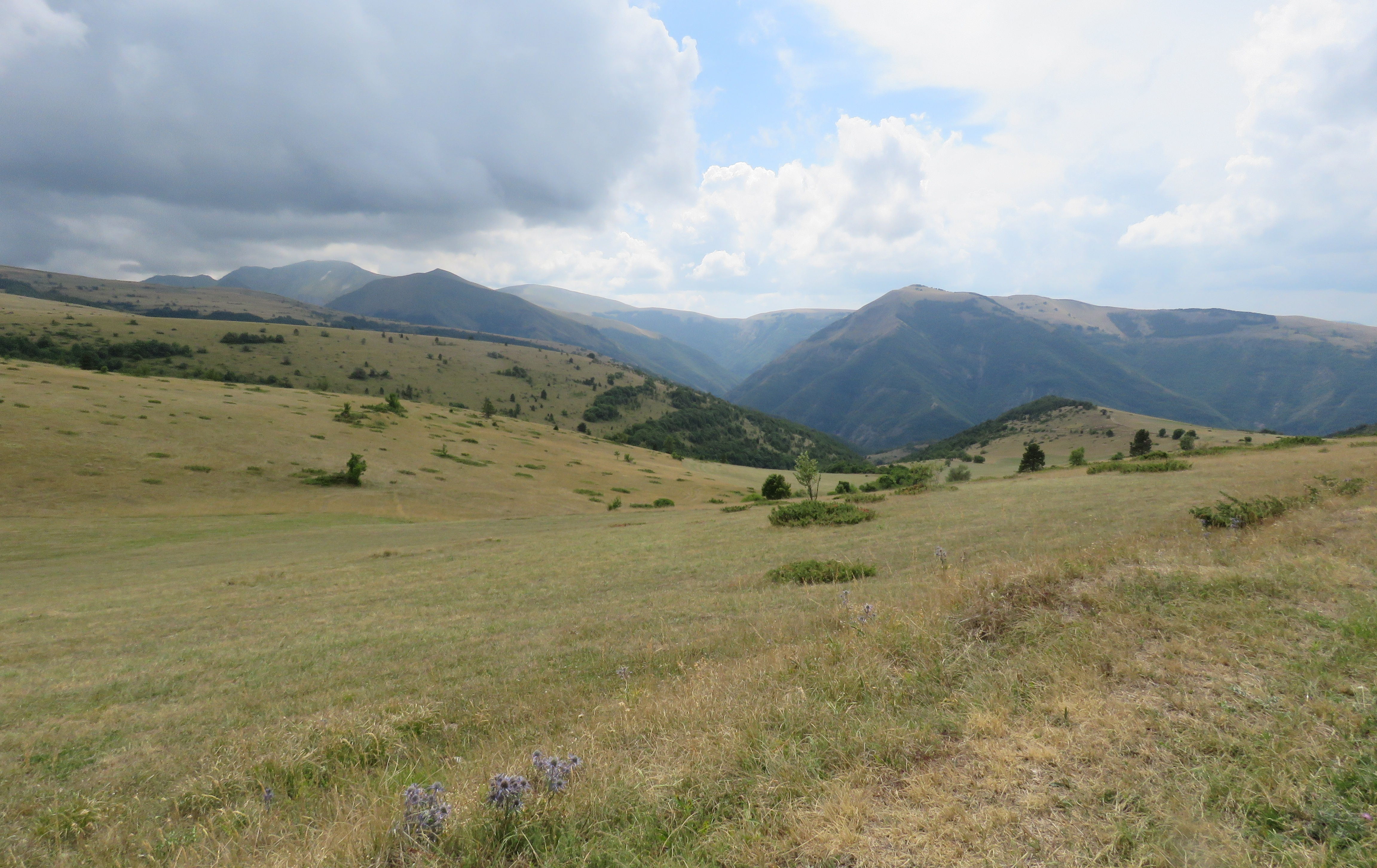
Landschaftsbild der nördlichen Sibillinischen Berge

Die Gebirgsgruppe liegt zwischen den Städten Camerino (im Norden), Norcia (im Westen) und Ascoli Piceno (im Osten). Sie erstreckt sich in Nordnordwest-Südsüdost-Richtung über eine Länge von etwa 35 km, bei einer Breite von etwa 20 km. Als benachbarte Gebirgsgruppe schließen nach Südosten die geringfügig niedrigeren Monti della Laga an. Im zentralen Teil der Sibillinischen Berge erreichen 17 Gipfel mehr als 2000 msm; neben dem Monte Vettore (2478 m) sind die nächstniedrigeren Gipfel die Cima del Redentore (2449 m), der Pizzo Regina (2334 m), der Pizzo Berro (2259 m), der Monte Quarto di S. Lorenzo (2250 m) und der Monte Porche (2235 m). Weitere geographische Besonderheiten sind der Lago di Pilato, ein Hochgebirgssee unterhalb des Monte Vettore auf 1940 msm, sowie der Piano Grande di Castelluccio, eine Hochebene von etwa 15 Quadratkilometern auf 1273 msm.
Die geologischen Verhältnisse werden im Zentrum der Sibillinischen Berge durch mesozoische Gesteine bestimmt; es handelt sich um Kalkgesteine in verschiedenen Ausprägungen. In den Randbereichen sind tertiäre Schichten bestimmend. Für die Oberflächenformen spielen Karstphänomene eine große Rolle, in den höheren Lagen auch frühere Vergletscherung.

## Flora und Vegetation
Die natürliche Vegetation der Sibillinischen Berge wird in Höhenlagen bis etwa 1000 m auf kalkreichen Standorten von Mischwäldern mit Hopfenbuche (Ostrya carpinifolia) und Manna-Esche (Fraxinus ornus) gebildet; auf basenarmen oder sandigen Standorten herrschen Flaum-Eiche (Quercus pubescens), Zerr-Eiche (Quercus cerris) oder Edelkastanie (Castanea sativa). Über 1000 m schließt die Stufe der Rotbuchen-Wälder an. Die potenzielle natürliche Waldgrenze würde bei 1800 m liegen; neben der Rotbuche (Fagus sylvatica) war früher auch die heute in den Sibillinischen Bergen fast verschwundene Weiß-Tanne (Abies alba) an der Waldgrenze vertreten. Durch den wirtschaftenden Menschen wurde die Waldgrenze deutlich nach unten verschoben, in ihrer Höhenlage finden sich heute meist beweidete Grasländer; eine ehemals vorhandene subalpine Krummholzzone ist verschwunden.
Die Flora des Nationalparks umfasst etwa 1800 verschiedene Arten von bedecktsamigen Pflanzen; hinzu kommen Vertretern der übrigen Gruppen (Moose, Farne, Gymnospermen).